# Nemčija na Svetovnem prvenstvu v hokeju na ledu 2009
Nemčija na Svetovnem prvenstvu v hokeju na ledu 2009 ED, ki je potekalo med 24. aprilom in 10. majem 2009 v švicarskih mestih Bern in Kloten. 

## Postava
- Selektor: Uwe Krupp (pomočnik: Ernst Hofner)
- Vratarji: Dimitrij Kotschnew, Dimitri Pätzold, Dennis Endras
- Branilci: Sven Butenschon, Christopher Schmidt, Sebastian Osterloh, Christoph Schubert, Michael Bakos, Andreas Renz (kapetan), Frank Hördler, Nicolai Goc, Moritz Müller
- Napadalci: Sven Felski, Travis James Mulock, Michael Wolf, Jochen Hecht, Kai Hospelt, Andre Rankel, Daniel Kreutzer, Alexander Barta, Michael Hackert, Yannic Seidenberg, Christoph Ullmann, Patrick Hager, Philip Gogulla

## Tekme

### Skupinski del
| 24. april 2009 | Nemčija | 0 – 5 | Rusija | PostFinance Arena, Bern |

| Poročilo tekme | Poročilo tekme | Poročilo tekme         | Poročilo tekme                                                                           | Poročilo tekme                                                     |
| -------------- | -------------- | ---------------------- | ---------------------------------------------------------------------------------------- | ------------------------------------------------------------------ |
| Začetek: 16:15 |                | ( 0 – 3, 0 – 0, 0 – 2) | 08:14 O. Saprikin 09:37 I. Kovalčuk 15:25 S. Zinovjev 42:53 A. Kurjanov 51:52 D. Zaripov | Gledalci: 10.570 Sodnika: Sören Persson Sodnika: Marcus Vinnerborg |

| 26. april 2009 | Švica | 3 – 2 (OT) | Nemčija | PostFinance Arena, Bern |

| Poročilo tekme | Poročilo tekme                                     | Poročilo tekme                | Poročilo tekme                                 | Poročilo tekme                                             |
| -------------- | -------------------------------------------------- | ----------------------------- | ---------------------------------------------- | ---------------------------------------------------------- |
| Začetek: 16:15 | R. Wick 08:36 M. Seger 23:25 M. Streit (PP1) 61:18 | ( 1 – 1, 1 – 1, 0 – 0, 1 - 0) | 06:26 (PP1) C. Ullmann 33:02 (SH1) C. Schubert | Gledalci: 11.423 Sodnika: Sami Partanen Sodnika: Jyri Rönn |

| 28. april 2009 | Francija | 2 – 1 | Nemčija | PostFinance Arena, Bern |

| Poročilo tekme | Poročilo tekme                   | Poročilo tekme         | Poročilo tekme       | Poročilo tekme                                                  |
| -------------- | -------------------------------- | ---------------------- | -------------------- | --------------------------------------------------------------- |
| Začetek: 20:15 | A. Lussier 03:50 L. Tardif 16:48 | ( 2 – 1, 0 – 0, 0 – 0) | 04:22 (PP1) J. Hecht | Gledalci: 9.956 Sodnika: Vladimir Baluska Sodnika: Brent Reiber |

### Skupina za obstanek
| 1. maj 2009 | Nemčija | 1 – 3 | Danska | PostFinance Arena, Bern |

| Poročilo tekme | Poročilo tekme    | Poročilo tekme         | Poročilo tekme                                      | Poročilo tekme                                                  |
| -------------- | ----------------- | ---------------------- | --------------------------------------------------- | --------------------------------------------------------------- |
| Začetek: 16:15 | C. Schubert 13:23 | ( 1 – 1, 0 – 0, 0 – 2) | 10:27 M. Bødker 49:52 P. Regin 53:27 (PP1) N. Hardt | Gledalci: 4.241 Sodnika: Peter Orszag Sodnika: Vladimir Sindler |

| 3. maj 2009 | Nemčija | 0 – 1 | Avstrija | PostFinance Arena, Bern |

| Poročilo tekme | Poročilo tekme | Poročilo tekme         | Poročilo tekme | Poročilo tekme                                                       |
| -------------- | -------------- | ---------------------- | -------------- | -------------------------------------------------------------------- |
| Začetek: 12:15 |                | ( 0 – 0, 0 – 1, 0 – 0) | T. Koch 27:41  | Gledalci: 3.828 Sodnika: Vladimir Baluska Sodnika: Vjačeslav Bulanov |

| 4. maj 2009 | Madžarska | 1 – 2 | Nemčija | PostFinance Arena, Bern |

| Poročilo tekme | Poročilo tekme         | Poročilo tekme         | Poročilo tekme                             | Poročilo tekme                                             |
| -------------- | ---------------------- | ---------------------- | ------------------------------------------ | ---------------------------------------------------------- |
| Začetek: 12:15 | A. Horváth (PP2) 17:09 | ( 1 – 1, 0 – 1, 0 – 0) | 03:11 (PP1) M. Müller 33:23 (PP1) M. Bakos | Gledalci: 3.497 Sodnika: Ole Hansen Sodnika: Thomas Sterns |

## Seznam reprezentantov s statistiko

### Vratarji
| #  | Igralec           | OT | OMIN | PG | PGT  | KM | PPPG | PSHG |
| 1  | Dimitri Kotschnew | 6  | 0    | 0  | 0    | 0  | 0    | 0    |
| 32 | Dimitri Patzold   | 6  | 358  | 15 | 2,52 | 0  | 3    | 0    |
| -- | ----------------- | -- | ---- | -- | ---- | -- | ---- | ---- |

### Drsalci
| #  | Igralec            | OT | DG | DA | TOČ | DGT  | DAT  | DPPG | DPPGT | DSHG | DSHGT | KM |
| 6  | Sven Butenschön    | 6  | 0  | 2  | 2   | 0    | 0,33 | 0    | 0     | 0    | 0     | 2  |
| 7  | Chris Schmidt      | 6  | 0  | 0  | 0   | 0    | 0    | 0    | 0     | 0    | 0     | 4  |
| 8  | Sebastian Osterloh | 6  | 0  | 0  | 0   | 0    | 0    | 0    | 0     | 0    | 0     | 2  |
| 11 | Sven Felski        | 6  | 0  | 0  | 0   | 0    | 0    | 0    | 0     | 0    | 0     | 4  |
| 13 | Christoph Schubert | 4  | 2  | 0  | 2   | 0,5  | 0    | 0    | 0     | 1    | 0,25  | 6  |
| 15 | Travis Mulock      | 6  | 0  | 0  | 0   | 0    | 0    | 0    | 0     | 0    | 0     | 0  |
| 16 | Michael Wolf       | 6  | 0  | 1  | 1   | 0    | 0,17 | 0    | 0     | 0    | 0     | 2  |
| 17 | Jochen Hecht       | 6  | 1  | 0  | 1   | 0,17 | 0    | 1    | 0,17  | 0    | 0     | 4  |
| 18 | Kai Hospelt        | 6  | 0  | 1  | 1   | 0    | 0,17 | 0    | 0     | 0    | 0     | 2  |
| 22 | Michael Bakos      | 6  | 1  | 1  | 2   | 0,17 | 0,17 | 1    | 0,17  | 0    | 0     | 6  |
| 24 | Andre Rankel       | 3  | 0  | 0  | 0   | 0    | 0    | 0    | 0     | 0    | 0     | 2  |
| 26 | Daniel Kreutzer    | 6  | 0  | 0  | 0   | 0    | 0    | 0    | 0     | 0    | 0     | 2  |
| 29 | Alexander Barta    | 6  | 0  | 0  | 0   | 0    | 0    | 0    | 0     | 0    | 0     | 0  |
| 31 | Andreas Renz       | 6  | 0  | 0  | 0   | 0    | 0    | 0    | 0     | 0    | 0     | 8  |
| 33 | Michael Hackert    | 6  | 0  | 1  | 1   | 0    | 0,17 | 0    | 0     | 0    | 0     | 4  |
| 36 | Yannic Seidenberg  | 4  | 0  | 1  | 1   | 0    | 0,25 | 0    | 0     | 0    | 0     | 2  |
| 47 | Christoph Ullmann  | 6  | 1  | 1  | 2   | 0,17 | 0,17 | 1    | 0,17  | 0    | 0     | 10 |
| 48 | Frank Hördler      | 6  | 0  | 0  | 0   | 0    | 0    | 0    | 0     | 0    | 0     | 10 |
| 50 | Patrick Hager      | 5  | 0  | 1  | 1   | 0    | 0,2  | 0    | 0     | 0    | 0     | 2  |
| 77 | Nicolai Goc        | 2  | 0  | 0  | 0   | 0    | 0    | 0    | 0     | 0    | 0     | 0  |
| 87 | Philip Gogulla     | 6  | 0  | 1  | 1   | 0    | 0,17 | 0    | 0     | 0    | 0     | 2  |
| 91 | Moritz Müller      | 6  | 1  | 0  | 1   | 0,17 | 0    | 1    | 0,17  | 0    | 0     | 2  |
| -- | ------------------ | -- | -- | -- | --- | ---- | ---- | ---- | ----- | ---- | ----- | -- |